# العلاقات القبرصية الليبيرية
العلاقات القبرصية الليبيرية هي العلاقات الثنائية التي تجمع بين قبرص وليبيريا.

## مقارنة بين البلدين
هذه مقارنة عامة ومرجعية للدولتين:
| وجه المقارنة                                              | قبرص                                                                 | ليبيريا      |
| --------------------------------------------------------- | -------------------------------------------------------------------- | ------------ |
| المساحة (كم2)                                             | 9.24 ألف                                                             | 111.37 ألف   |
| عدد السكان (نسمة)                                         | 1.14 مليون                                                           | 4.73 مليون   |
| الكثافة السكانية (ن./كم²)                                 | 123.38                                                               | 42.47        |
| العاصمة                                                   | نيقوسيا                                                              | مونروفيا     |
| اللغة الرسمية                                             | اليونانية الحديثة، اللغة التركية، لغة يونانية                        | لغة إنجليزية |
| العملة                                                    | يورو، جنيه قبرصي                                                     | دولار ليبيري |
| الناتج المحلي الإجمالي (بليون دولار)                      | 21.65 مليار                                                          | 2.16 مليار   |
| الناتج المحلي الإجمالي (تعادل القوة الشرائية) بليون دولار | 26.73 مليار                                                          | 3.76 مليار   |
| الناتج المحلي الإجمالي الاسمي للفرد دولار أمريكي          | 23.24 ألف                                                            | 455          |
| الناتج المحلي الإجمالي للفرد دولار أمريكي                 | 30.24 ألف                                                            | 842          |
| مؤشر التنمية البشرية                                      | 0.850                                                                | 0.430        |
| رمز المكالمات الدولي                                      | +357                                                                 | +231         |
| رمز الإنترنت                                              | .cy                                                                  | .lr          |
| المنطقة الزمنية                                           | ت ع م+02:00، ت ع م+03:00، توقيت شرق أوروبا، توقيت شرق أوروبا الصيفي ‏ | 00           |

## منظمات دولية مشتركة
يشترك البلدان في عضوية مجموعة من المنظمات الدولية، منها:
| علم المنظمة | اسم المنظمة                               | تاريخ انضمام قبرص | تاريخ انضمام ليبيريا |
| ----------- | ----------------------------------------- | ----------------- | -------------------- |
|             | مؤسسة التنمية الدولية                     | 2 مارس 1962       | 28 مارس 1962         |
|             | مؤسسة التمويل الدولية                     | 2 مارس 1962       | 28 مارس 1962         |
|             | منظمة حظر الأسلحة الكيميائية              | ?                 | ?                    |
|             | الأمم المتحدة                             | 20 سبتمبر 1960    | 2 نوفمبر 1945        |
|             | الاتحاد الدولي للاتصالات                  | 24 أبريل 1961     | 10 أكتوبر 1927       |
|             | منظمة الشرطة الجنائية الدولية             | ?                 | ?                    |
|             | البنك الدولي للإنشاء والتعمير             | 21 ديسمبر 1961    | 28 مارس 1962         |
|             | الاتحاد البريدي العالمي                   | ?                 | ?                    |
|             | المركز الدولي لتسوية المنازعات الاستشارية | 25 ديسمبر 1966    | 16 يوليو 1970        |
|             | وكالة ضمان الاستثمار متعدد الأطراف        | 12 أبريل 1988     | 12 أبريل 2007        |
|             | يونسكو                                    | 6 فبراير 1961     | 6 مارس 1947          |

## وصلات خارجية
- موقع وزارة الخارجية القبرصية
- موقع وزارة الخارجية الليبيرية